# SN 2002ac
SN 2002ac – supernowa odkryta 9 stycznia 2002 roku w galaktyce A074939+1019. W momencie odkrycia miała maksymalną jasność 23,90m.